# 高木貞治
高木 貞治（たかぎ ていじ、1875年〈明治8年〉4月21日 - 1960年〈昭和35年〉2月28日）は、日本の数学者。学位は、理学博士。東京帝国大学名誉教授。第1回フィールズ賞選考委員。文化勲章受章者、文化功労者。

## 略歴
岐阜県大野郡数屋村（現：本巣市）に生まれる。岐阜尋常中学校（現：岐阜県立岐阜高等学校）を経て第三高等中学校（現：京都大学）へ進学し、1894年（明治27年）に卒業。
帝国大学理科大学（現在の東京大学理学部）数学科へ進み、卒業後にドイツへ3年間留学。ヒルベルトに師事し、多大な影響を受ける。
代数的整数論の研究では類体論の確立に貢献し、特に高木の存在定理の証明で知られる。
ヒルベルトの23の問題のうち、第9問題と第12問題（に関連した世界的な難問）を肯定的に解決した。
『解析概論』『初等整数論講義』『代数的整数論』など多くの数学教科書を著した。特に『解析概論』は解析学入門の名著として知られ、第一版の刊行後50年以上経ても版を重ねて広く読まれている。また『近世数学史談』などの数学の啓蒙書も著している。
2011年（平成23年）に日本国内における著作権の保護期間が満了したため、Wikisourceや青空文庫ほかで著書の公開作業が始まっている。ただし、他者による増補が行われた著書は、未だに著作権保護期間中である。

## 経歴
高瀬 (2010)の付録の年譜を参照。
- 1875年（明治8年） - 岐阜県に生まれる。
- 1891年（明治24年） - 第三高等中学校に入学。
- 1894年（明治27年） - 第三高等中学校を卒業、帝国大学理科大学数学科へ入学。
- 1898年（明治31年）
  - 東京帝国大学を卒業。
  - ドイツへ留学。
- 1900年（明治33年）
  - ベルリン大学でフロベニウスの教えを受ける。
  - （～1901年（明治34年））- ゲッティンゲン大学でヒルベルトとクラインの教えを受ける。
  - 東京帝国大学の助教授となる。
- 1901年（明治34年） - ドイツから帰国。
- 1902年（明治35年） - 谷としと結婚。
- 1903年（明治36年） - 学位論文を提出。
- 1904年（明治37年） - 東京帝国大学の教授となる。
- 1920年（大正9年）
  - 類体論の論文「相対アーベル数体の一理論について」を発表。
  - ストラスブールで開催された国際数学者会議に参加。
- 1923年（大正12年）
  - 任意の代数体における奇素数次相互法則を証明。
  - チェコスロバキアの数学物理学会の名誉会員に推薦される。
- 1925年（大正14年） - 帝国学士院の会員となる。
- 1929年（昭和4年） - オスロ大学から名誉学位を授与される。
- 1932年（昭和7年） - チューリッヒで開催された国際数学者会議に副議長として参加し、第1回フィールズ賞選考委員5人の一人に選ばれる[3]。
- 1936年（昭和11年） - 東京帝国大学の教授を定年退職。
- 1937年（昭和12年） - 海軍技術研究所の依頼により暗号機である 九七式印字機の規約数計算に協力。
- 1940年（昭和15年）
  - 文化勲章を授与される。
  - 財団法人「風樹会」の理事に就任[4]。風樹会は戦中戦後の岡潔の生活を支えた。
- 1941年（昭和16年） - 藤原工業大学（昭和19年に慶應義塾大学に統合）の教授に就任[5]。在職は昭和22年まで。
- 1944年（昭和19年） - 陸軍数学研究会(陸軍暗号学理研究会)の副会長に就任。
- 1955年（昭和30年） - 日光で開催された代数的整数論の国際会議で名誉議長を務める。
- 1960年（昭和35年） - 脳卒中のため歿する。享年86(満84歳没)。墓所は多磨霊園(24-1-61-18)。

## 栄典
- 1912年（大正元年）12月18日 - 勲四等瑞宝章[6]
- 1926年（大正15年）7月2日 - 従三位[7]
- 1940年（昭和15年）11月10日 - 文化勲章[8]
- 1951年（昭和26年） - 文化功労者
- 1960年（昭和35年） - 勲一等旭日大綬章

## 代表的な著書
- 『新撰算術』（1898年）博文館〈帝国百科全書〉
- 『新撰代数学』（1898年）博文館〈帝国百科全書〉
- 『新式算術講義』
  - 初版（1904年）博文館
  - 文庫版（2008年）筑摩書房〈ちくま学芸文庫〉ISBN 978-4-480-09146-8
- 『代数学講義』
  - 初版（1930年）共立社書店
  - 改訂版（1948年）共立出版
  - 改訂新版（1965年）共立出版 ISBN 4-320-01000-0
- 『初等整数論講義』
  - 初版（1931年）共立社書店
  - 第2版（1971年）共立出版 ISBN 4-320-01001-9
- 『近世数学史談』
  - 初版（1933年）共立社書店〈輓近高等数学講座 第2巻〉
  - 第2版（1942年）河出書房〈科学新書〉
  - 第3版（1970年）共立出版〈共立全書〉ISBN 4-320-00183-4
  - 文庫版（1995年）岩波書店〈岩波文庫〉ISBN 4-00-339391-0
- 『数学雑談』
  - 初版（1935年）共立社書店〈輓近高等数学講座 第1巻〉
  - 第2版（1970年）共立出版〈共立全書〉ISBN 4-320-00184-2
- 『近世数学史談・数学雑談』
  - 合本（1946年）共立出版
  - 合本復刻版（1996年）共立出版 ISBN 4-320-01551-7
- 『解析概論』
  - 初版（1938年）岩波書店
  - 増訂版（1943年）岩波書店[注釈 1]
  - 改訂第3版 函入（1961年）黒田成勝ほか岩波書店編集部増補 岩波書店[9]
  - 改訂第3版 軽装版（1983年）岩波書店 ISBN 4-00-005171-7
  - 定本（2010年）岩波書店 ISBN 978-4-00-005209-2 - 黒田成勝増補部分に加え、定本補遺に黒田成俊「高木函数の解説」を追加。
- 『数学小景』
  - 初版（1943年）岩波書店
  - 再版（1944年）岩波書店 - 初版の誤りが修正された。
  - 改版（1981年）岩波書店
  - 文庫版（2002年）岩波書店〈岩波現代文庫〉ISBN 4-00-600081-2
- 『代数的整数論』
  - 初版（1948年）岩波書店
  - 第2版（1971年）岩波書店 ISBN 4-00-005630-1
- 『数学の自由性』
  - 初版（1949年）考へ方研究社
  - 文庫版（2010年）筑摩書房〈ちくま学芸文庫〉ISBN 978-4-480-09281-6
- 『数の概念』
  - 初版（1949年）岩波書店
  - 改版（1970年）岩波書店 ISBN 4-00-005153-9
  - 改版（2019年）講談社〈ブルーバックス〉ISBN 978-4-065-17067-0
- The Collected Papers of TEIJI TAKAGI
  - 初版（1973年）岩波書店
  - 2nd ed.（1990年）Springer-Verlag Berlin and Heidelberg GmbH & Co. K, ISBN 3-540-70057-9
  - 2nd ed.（1991年）Springer-Verlag, ISBN 0-387-70057-9

## エッセイなど
高瀬 (2014)の付録の年譜を参照。
- 「代数学ノ基礎ヲ論ズ」『東京物理学校雑誌』第7巻、第74号、33–36頁、1898年。
- 「整数論ノ拡張」『東京物理学校雑誌』第7巻、第76号、99–104頁、1898年。
- 「誘導函数ヲ有セザル連続函数ノ簡単ナル例」『東京物理学校雑誌』第14巻、第157号、1–2頁、1904年。
- 「何うすれば数学の力を養ふことが出来る乎」『学生』第1巻、第2号、96–105頁、1910年。
- 「世界第1の数学者 アンリ・ポアンカレー」『学生』第5巻、第10号、166–170頁、1914年。
- 「群（Group）ノ話」『東洋学芸雑誌』第33巻、第414号、13–24頁、1916年。
- 「すとらすぶるぐニ於ける数学者大会ノ話」『日本中等教育数学会雑誌』第3巻、第4、5号、113–116頁、1921年。NDLJP:1517950。
- 「代数の一問題に関する諸注意」『日本数学輯報』第2巻、137頁、1926年。
  - “Remarks on an Algebraic Problem”, Japanese journal of mathematics 2:  13–17, (1925), doi:10.4099/jjm1924.2.0_13
- 「代数方程式の相互還元について」『帝国学士院記事』第2巻、41–42頁、1926年。
  - “On the Mutual Reduction of Algebraic Equations”, Proceedings of the Imperial Academy 2 (1):  41–42, (1926), doi:10.2183/pjab1912.2.41
- 「論文紹介「整数論講義（E. ランダウ）」」『日本数学物理学会誌』第1巻、219–221頁、1927年。doi:10.11429/subutsukaishi1927.1.219。
- 「論文紹介「一般相互法則の証明（E. アルチン）」」『日本数学物理学会誌』第1巻、221–223頁、1927年。doi:10.11429/subutsukaishi1927.1.221。
- 「自然数論について」『科学』第3巻、第9号、378–380頁、1933年。NDLJP:3217622。
- 「過渡期の数学」『大塚数学会誌』第3巻、第2号、69–71頁、1935年。NDLJP:1468959。
- 『大阪帝国大学数学講演集Ⅰ』1935年。NDLJP:1119835。
- 「訓練上數學の價値 附 數學的論理學」『一般的教養としての数学について』岩波書店、1936年、35–70頁。NDLJP:1230196。
- 「日本の數學と藤澤博士」『藤澤博士追想録』東京帝国大学理学部数学教室藤沢博士記念会、1938年、230–239頁。NDLJP:1222781。
- 「数学漫談（祝高数研究発刊）」『高数研究』第1巻、第1号、3–5頁、1936年。NDLJP:1888629。
- 「数学漫談（微積の体系といったようなこと）」『高数研究』第2巻、第3号、1–4頁、1937年。NDLJP:1888643。
- 「数学・世界・像（Emmy Noether三回忌に）」『科学』第7巻、第5号、200–202頁、1937年。NDLJP:3217666。
- 「黎明の数学基礎論」『最新科学叢話 第2』日本数学物理学会、1937年、191–205頁。NDLJP:1228850。
- 「高木・吉江両博士を囲む座談会」『高数研究』第3巻、第7号、36–45頁、1939年。NDLJP:1888659。
- 「数学漫談（Newton. Euclid. 幾何読本）」『高数研究』第3巻、第4号、1–5頁、1939年。NDLJP:1888656。
- 「日本語で数学を書く等々」『高数研究』第4巻、第1号、2–4頁、1939年。NDLJP:1888665。
- 「回顧と展望」『高数研究』第5巻、第4号、1–6頁、1941年。NDLJP:1888680。
- 「数学の応用・それの実用性などということ（応用と実用）」『高数研究』第5巻、第1号、1–4頁、1940年。NDLJP:1888677。
- 「数学に於ける抽象、実用、言語、教育、等々」『数学の本質 : 講演集』1944年、8–18頁。NDLJP:1063273。
- 「高木貞治 掛谷宗一 両博士縦横対談記」『高数研究』第5巻、第8号、24–35頁、1941年。NDLJP:1888684。
- 「或る試験問題の話」『高数研究』第6巻、第1号、1–3頁、1941年。NDLJP:1888689。
- 「右と左」『知性』5月号、39–42頁、1942年。NDLJP:1569618。
- 「高木 末綱両博士を囲む日土大学座談会」『高数研究』第6巻、第11号、26–35頁、1942年。NDLJP:1888699。
- 「日土大学連続座談会（第2次）」『高数研究』第6巻、第12号、40–46頁、1942年。NDLJP:1888700。
- 「昔と今（円周率をめぐって）」『高数研究』第7巻、第1号、1–10頁、1942年。NDLJP:1888701。
- 「仕官36人の問題（オイラーの方陣）」『高数研究』第7巻、第3号、1–6頁、1942年。NDLJP:1888703。
- 「仕官36人の問題（オイラーの方陣）（承前）」『高数研究』第7巻、第4号、1–6頁、1943年。NDLJP:1888704。
- 「数学の辻説法」『高数研究』第7巻、第8号、1–2頁、1943年。NDLJP:1888708。
- 「数学雑話―日本数学錬成所特別講演より」『高数研究』第7巻、第11号、1–5頁、1943年。NDLJP:1888711。
- 「虫干し」『高数研究』第9巻、第1号、39–42頁、1944年。NDLJP:1888724。
- 「オイレル方陣について」『科学』第14巻、第2号、42–44頁、1944年。NDLJP:3217760。
- 「考へ方のいろいろ」『考へ方』第31巻、第1号、3–5頁、1948年。
- 「数学の自由性」『考へ方』第31巻、第7号、1948年。
- 「続数学の自由性（集合論の話）」『考へ方』第31巻、第10号、34–38頁、1949年。
- 「我が道を行く」『私の哲学 (ひとびとの哲学叢書)』中央公論社、1950年、206–211頁。NDLJP:1161003。
- 「現代数学の抽象的性格について」『科学』第20巻、第12号、538頁、1950年。NDLJP:3217837。
- 「Stirlingの公式について」『数学』第2巻、第4号、344–345頁、1950年。doi:10.11429/sugaku1947.2.344。
- 「私の信条」『世界』1月号、78–81頁、1951年。NDLJP:10293415。
- 「'科学'の成年式に寄せて」『科学』第21巻、第4号、176頁、1951年。NDLJP:3217841。
- 「雑記帳から」『心』第4巻、第8号、80–81頁、1951年。NDLJP:1763912。
- 「中学時代のこと」『学図』第1巻、第3号、学校図書、2–4頁、1952年。
- 「嘘か誠か」『心』第5巻、第7号、6–7頁、1952年。NDLJP:1763919。
- 「一数学者の回想」『文藝春秋』11月号、106–111頁、1955年。NDLJP:3198073。
- 「明治の先生がた」『東京大学80年 赤門教授らくがき帖』鱒書房、1955年、111–118頁。NDLJP:9580138。
- 「謎」『心』第10巻、第2号、146–147頁、1957年。NDLJP:1763979。
- 「無趣味が趣味」『心』第10巻、第3号、80–81頁、1957年。NDLJP:1763980。
- 「回想」『数学』第9巻、第2号、65–66頁、1957年。doi:10.11429/sugaku1947.9.65。
- 「雑記帳から―西の世界での東と西、等」『心』第11巻、第7号、170–171頁、1958年。NDLJP:1763996。

## 高木貞治記念室
2018年3月29日、出身地の本巣市に「高木貞治記念室」が設置された。遺品や関連資料の展示が行われている。

## 親族
- 父：高木勘助
- 妻：とし - 谷國之助の四女。二女は神戸大学の起源で、神戸高等商業学校創立者水島銕也の妻・はな。
- 長男：高木伊佐夫 - 日清製粉社員。
- 二男：高木志都夫 - 三井鉱山社員。
- 三男：高木佐知夫 - 東京大学名誉教授（元教養学部長[11]）。妻は東京工業大学教授の高木ミエ。子は川合眞紀。
- 長女：千枝
- 二女：美枝 - 東京天文台職員及川奥郎の妻。海軍大将・海軍大臣を歴任した及川古志郎は義兄。
- 三女：八重 - 黒田成勝の妻。
- 四女：高木きよ子 - 宗教学者・歌人。お茶の水女子大学教授。
- 五女：あや子

出典